# Народна библиотека „Стефан Првовенчани” Краљево
Народна библиотека „Стефан Првовенчани“ у Краљеву је матична библиотека за Рашки округ.

## Историја
У тадашњој вароши Карановцу читаоница постоји од 1868. године. Тај податак је наведен у извештају управитеља читаонице карановачке 1875. године. Тачан датум оснивања читаонице се не може утврдити, већ се зна да је постојала пре доласка краља Милана. Према сачуваним подацима, читаоница је 1874. године имала 50 чланова који су плаћали 40 гроша улога годишње. Средствима чланова организован је рад и издржавање читаонице, а такође је извршена претплата за осам тадашњих новина. Читаоница је организовала вечерње забаве и беседе.
Услед српско-турских ратова читаоница је престала са радом 1880. године. Општинска управа је тежила да обнови њен рад и 1. јануара 1881. године је отворила ″Општинску читаоницу″. Читаоница је, у периоду од 1881. до 1909. године постепено попуњавала свој књижни фонд и у време отварања Ниже гимназије у Краљеву имала око 3.000 књига. Ратови су поново прекинули њен рад. Зграда у којој се налазила је претворена у касарну, а књиге су уништене. Крај Првог светског рата је означио и крај читаонице која се више није обнављала.
Народна библиотека је основана 1945. године, а 1990. године променила назив у Народна библиотека "Радослав Веснић", да би у другој половини 2001. године добила име „Народна библиотека Стефан Првовенчани“. У току свог постојања библиотека је сељена из једне зграде у другу, све до 1974. године када је добила сталне просторије. Године 1994. библиотека је постала матична библиотека за подручје Рашки округ. Укупан књижни фонд Библиотеке износи 138.273 јединице, а фонд периодике поседује 189 наслова часописа и 24 наслова новина. Библиотека је укључена у систем COBISS.SR.

## Одељења

### Одељење периодике
Народна библиотека "Стефан Првовенчани" Краљево формирала је Одељење периодике у септембру 2004. године. Одељење периодике данас има више од 190 наслова часописа и новина. Највећи број наслова је из области књижевности, науке и културе. Неки од њих су: Авангарда, Градац, Браничево, Даница, Писмо, Књижевност. Библиотека поседује и наслове часописа из области уметности и спорта, као што су: Музички талас, Нови звук, Сцена.
Одељење периодике поседује и бројне часописе из области образовања, социологије, политике, привреде, права (Банкар, Бизнис, Међународна политика, Пракса, Предузеће, Профит...) Ради праћења најновијих достигнућа из области рачунарства и информатике, на овом одељењу се могу наћи и наслови часописа као што су: Види, Свет компјутера...
Такође, у овом одељењу се налазе и часописи који су обележили друштвена и политичка збивања код нас и у свету у протеклих 50 година, а чије је излажење завршено деведесетих година прошлог века: Гледишта, Идеје, Марксистичка мисао, Марксизам у свету...
У читаоници која броји десет читалачких места, свакодневно се могу добити на читање једанаест дневних новина, као и локални листови.

### Дечје одељење
Ово одељење је смештено у 320 квадратних метара где се налазе: књижни фонд, референсна збирка, веома богата збирка стрипова, читаоница, интернет клуб, просторија за индивидуални и креативни рад са децом. Конфигурација простора омогућава одржавање како радионица, тако и књижевних вечери и трибина.

### Научно одељење
Читаоница Народне библиотеке "Стефан Првовенчани" је опремљена са педесет корисничких места и пружа оптималне услове за рад. У књижном фонду су заступљене капиталне и актуелне публикације из свих области науке, људског знања и стваралаштва. Фонд се константно допуњује новим релевантним публикацијама из свих области науке, прилагођеним потребама корисника. 
Менаџмент библиотеке прати издавачку делатност и за своје кориснике набавља нове, актуелне публикације.

## Издавачка делатност
У оквиру библиотеке делује и књижевни часопис Повеља.